# Histoire de l'imprimerie en Russie

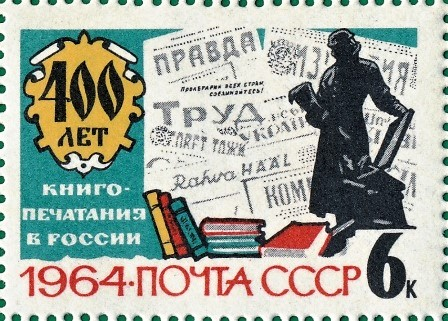
Timbre soviétique émis pour le anniversaire de l'imprimerie en Russie, 1964.

L'imprimerie se développe tardivement, à partir de 1564, dans le tsarat de Moscou devenu au XVIIIe siècle l'Empire russe : elle est longtemps un monopole d'État réservé aux besoins du gouvernement et de l'Église orthodoxe russe. À partir de la fin du XVIIIe siècle, les publications deviennent plus nombreuses dans les différentes langues de l'Empire et la presse fait son apparition mais la production imprimée est soumise à la censure. Le régime soviétique rétablit le monopole d'État sur la production imprimée : il assure une diffusion abondante mais soumise aux impératifs de la propagande. À partir des années 1990, c'est le modèle de l'édition commerciale occidentale qui s'impose. La conjoncture défavorable des années 2020 entraîne une baisse sensible de la production qui reste importante.

## Les origines

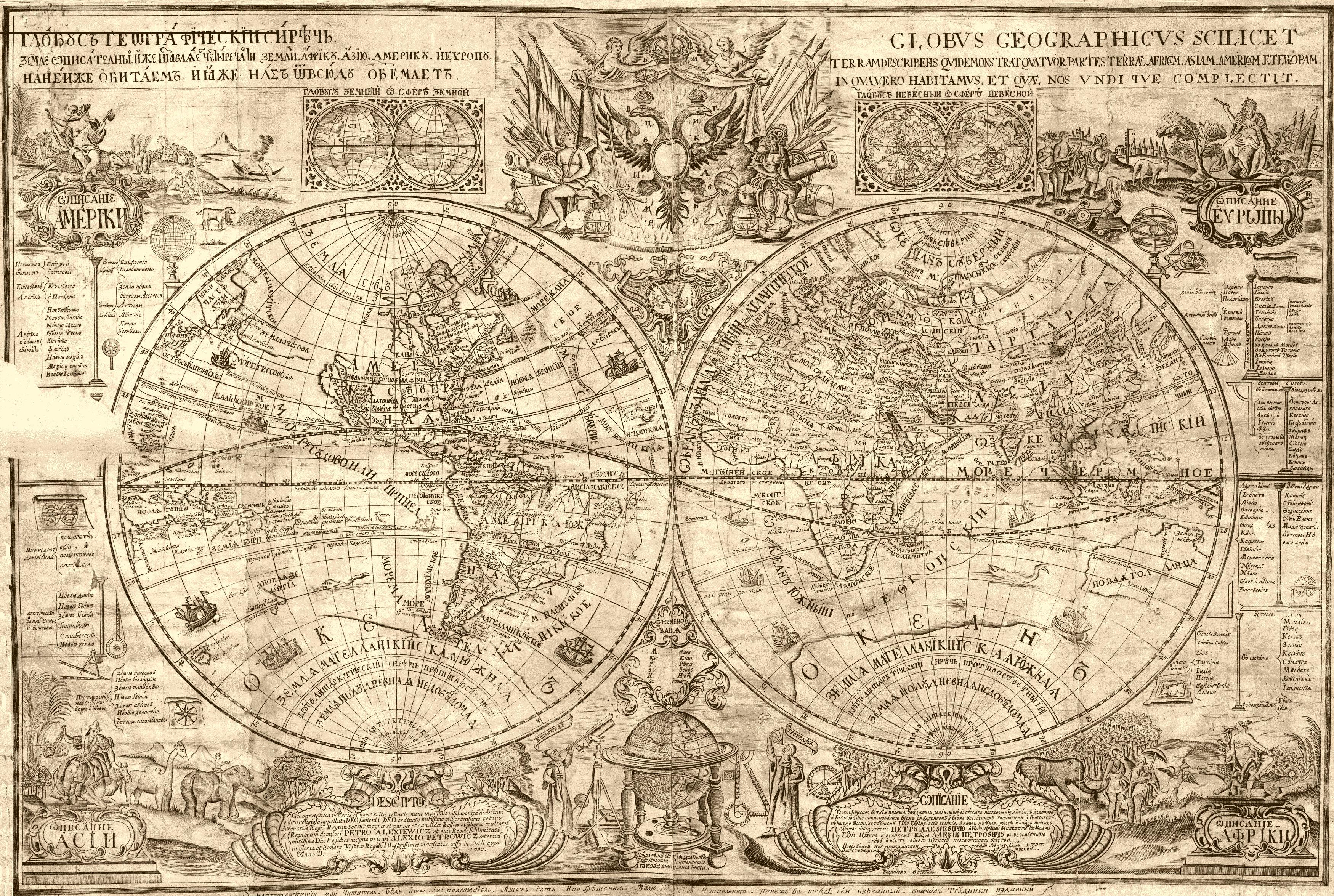
Carte du monde imprimée par Vassili Kiprianov, 1707.

Selon l’Histoire de l'imprimerie de Paul Dupont, une première imprimerie est peut-être ouverte en 1493 à Tchernihiv, dans le grand-duché de Lituanie (aujourd'hui en Ukraine) : elle aurait imprimé l'Octoichus de Jean Damascène traduit en « illyrien » . Des imprimeries en slavon d'église ont existé vers 1562 à Niasvij et Zabłudów, également en territoire polono-lituanien. La première attestation certaine en Russie date de 1563-1564 : Ivan le Terrible, tsar de Moscou, fait imprimer par Ivan Fiodorov et Pierre Mistazlov une édition des Actes des Apôtres. Ivan Fiodorov, accusé d'hérésie, doit s'exiler. L'imprimerie reste pendant deux siècles un monopole d'État, réservée aux publications gouvernementales et religieuses. L'imprimerie de Moscou, brûlée par les Polonais pendant le Temps des troubles, est rétablie en 1644 par Michel Ier. En 1704, elle reçoit de nouveaux caractères fondus à Amsterdam. En 1708, pendant la Grande guerre du Nord, Charles XII, roi de Suède, s'empare d'un lot de caractères destinés à la Russie, et s'en sert pour imprimer des pamphlets contre son adversaire Pierre le Grand. La première imprimerie privée est ouverte en 1709 par Vassili Kiprianov (en). En 1711, Pierre le Grand transfère la capitale de l'Empire russe à Saint-Pétersbourg et donne un grand développement à l'imprimerie d'État pour les textes administratifs et scientifiques en différentes langues. L'imprimerie privée n'est autorisée qu'à partir de 1771 et uniquement en langues étrangères. 
Le rouble, monnaie de l'Empire, circule en assignats imprimés à partir de 1769.

## Des publications élargies mais censurées

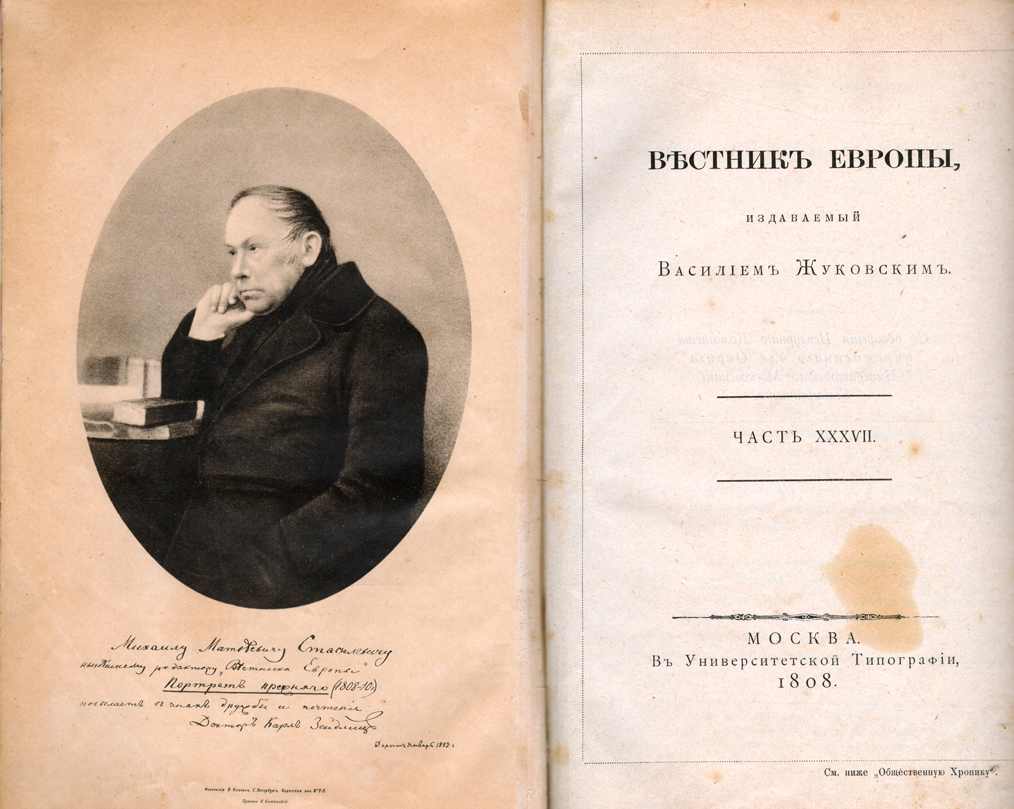
Le Messager de l'Europe, un des premiers journaux publiés à Saint-Pétersbourg en 1808, avec un de ses premiers auteurs, Vassili Joukovski.

En 1743, Élisabeth Ire fait imprimer à Moscou une Bible en géorgien. En 1803, deux imprimeries sont ouvertes à Kazan, pour les langues orientales, et à Kharkiv. Celle de Kazan publie une édition du Coran et d'autres ouvrages en arabe, turc ottoman et tatar. Alexandre Hangerli, érudit phanariote exilé en Russie, y publie un monumental dictionnaire en arabe, persan, turc et français.
La presse connaît un grand développement au XIXe siècle avec 150 quotidiens, hebdomadaires et mensuels imprimés vers 1880 dont la moitié à Saint-Pétersbourg.
Le Parisien Auguste-René Semen, imprimeur à Moscou au milieu du XIXe siècle, est fils de Louis-René-Pierre Semen, maître graveur, et filleul de Pierre-Michel Huard, libraire-imprimeur. Il est apprenti à Paris, chez Barbou, imprimeur du Roi. Il entre à la Typographie du Saint-Synode de Moscou par la protection du prince Meckerski, et y reste attaché pendant 42 ans, de 1818 à 1861. Quand il arriva dans cette ville, l'art de l'imprimerie était encore en enfance, mais, sous son impulsion il fait des progrès considérables. Il est nommé inspecteur de la Typographie et conseiller du collège. En 1828, il est dit : Inspecteur de l'Académie théologique de Moscou. En reconnaissance de ses services, il reçoit de l'Empereur les décorations suivantes :
- Ordre de Saint-Stanislas (1836) ;
- Ordre de Sainte-Anne, 3e classe (1846) ;
- Sainte-Anne, 2e (1853) ;
- Ordre de Saint-Vladimir (1856)[6].

C'est aux frais de Semen que furent imprimés les « Monuments anciens de Moscou par Ivan Senegrieff, membre de la Société impériale pour l'histoire et l'archéologie russes » (Moscou, typographie d'Auguste Semen ,1842, in-4°), dont l'empereur Nicolas Ier accepta l'hommage. Cet ouvrage est illustré de nombreuses planches, dont plusieurs en couleurs de la chromolithographie de Godefroy Engelmann et Urs Graf, à Paris.
L'imprimerie contribue au développement de la littérature russe mais, jusqu'à la chute de l'autocratie, elle reste soumise à la censure, particulièrement sévère pour les publications en polonais et en ukrainien : les premières, nombreuses en Pologne russe, sont tolérées tant qu'elles se limitent aux sujets scientifiques ou littéraires sans contenu politique tandis que les secondes, à partir de l'ordonnance de 1876, sont restreintes aux almanachs et livres d'église. Les journaux de province doivent soumettre leurs publications à la censure du gouvernement provincial qui, souvent, aime mieux en référer au ministère de l'Intérieur, ce qui entraîne des retards de publication considérables : aussi n'y a-t-il guère que des journaux dociles au pouvoir impérial, plus quelques bulletins imprimés par les zemtsvos (conseils provinciaux), les universités et les évêchés. Même les journaux autorisés restent soumis aux aléas de la censure : parfois, les typographes prêts à imprimer un journal doivent attendre jusque tard dans la nuit le visa du censeur ou publier avec des colonnes blanches.
Les opposants à l'autocratie publient d'abord à l'étranger, au Royaume-Uni ou en Suisse. Les premières tentatives d'imprimerie clandestine en Russie, par les groupes de Dmitri Karakozov, Serge Netchaïev ou Nikolaï Tchaïkovski, apparaissent dans les années 1860 : elles ne durent généralement que quelques semaines. Le narodnik Aaron Zoundelevitch (en) est le premier à faire fonctionner une publication clandestine un peu durable jusqu'à son arrestation en 1879 ; son travail est ensuite repris par le groupe Terre et Liberté qui reste actif plusieurs années grâce à un cloisonnement rigoureux : les chefs et rédacteurs du groupe ignorent tout du lieu et des travailleurs de l'imprimerie secrète.

## L'imprimerie sous le régime soviétique

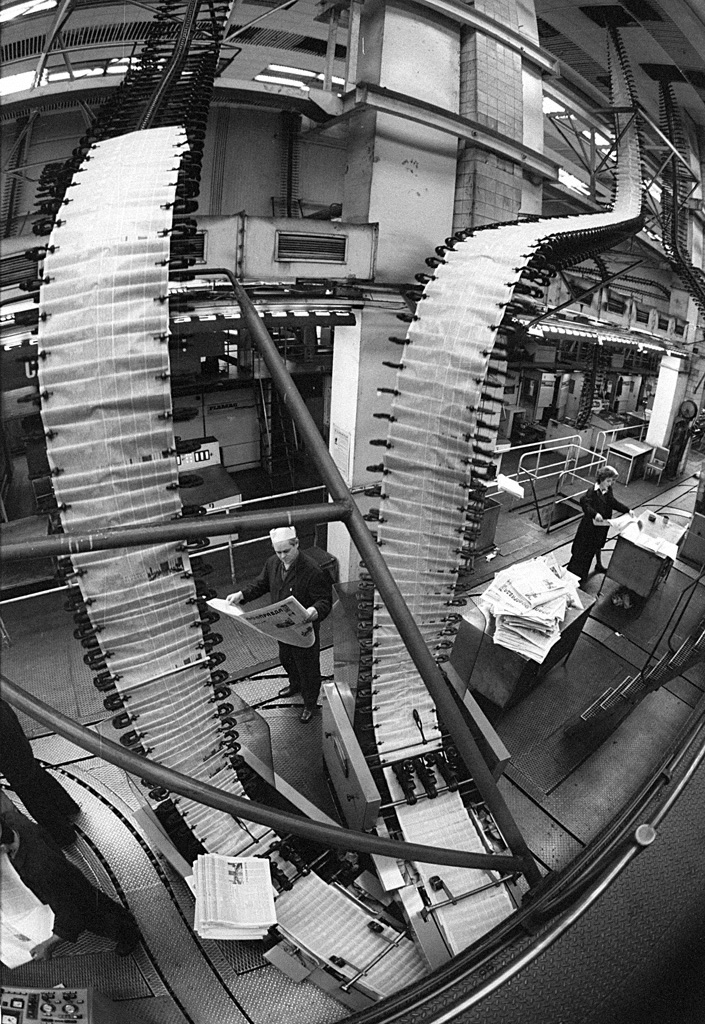
Imprimerie du quotidien Pravda en 1982.

Pendant la guerre civile russe de 1917-1921, les différents camps impriment quantité de journaux, tracts et affiches de propagande. Léon Trotski, commissaire chargé de diriger l'Armée rouge, parcourt les différents fronts dans un train blindé contenant un bureau de télégraphe, une station de radio et une presse à imprimer.
Sous le régime soviétique, de 1918 à 1991, on compte 300 maisons d'édition appartenant à l'État ou à ses organisations satellites, Jeunesses communistes, Union des syndicats, Académie des sciences, chacune ayant le monopole de la publication dans son domaine : il n'y a donc pas de concurrence entre elles et leurs déficits éventuels sont couverts par des subventions. L'impression et la distribution sont aussi des monopoles étatiques. Les publications sont nombreuses et les prix de vente très bas selon les impératifs de la culture soviétique. En outre, les maisons soviétiques impriment de grandes quantités de livres pour l'exportation, en russe ou traduits en 50 langues, ce qui fait de l'URSS le premier producteur mondial de livres.
Certains classiques de la littérature russe sont privilégiés : Pouchkine est publié 1 999 fois de 1948 à 1988 pour un total de 340 millions d'exemplaires, Maxime Gorki 2 034 fois pour 198 millions d'exemplaires, Léon Tolstoï 2 199 fois pour 409 millions d'exemplaires. Les membres de l'Union des écrivains soviétiques ont un tirage garanti. D'autres ouvrages moins favorisés, tirés à un petit nombre d'exemplaires, font l'objet d'un marché noir pour un public d'amateurs : les ouvrages sont détournés à l'imprimerie, pendant le transport ou dans les bibliothèques publiques, ou reproduits par le samizdat. L'appareil de production est peu renouvelé : en 1988, 60% des imprimeries fonctionnent avec des machines vieilles de 60 ans.
La perestroïka des années 1980-1990 entraîne une libéralisation du marché de l'édition et une ruée du public sur les ouvrages jusque-là confidentiels : les romans à contenu sentimental, érotique ou violent, le roman policier, la science-fiction sont particulièrement demandés et le marché de la librairie devient un des plus rentables après celui de la vodka, entraînant le développement des pratiques mafieuses : vol des stocks de livres dans les imprimeries, extorsion, éditions pirates tandis que les éditions d'État cherchent à s'adapter à la nouvelle demande en diffusant des auteurs dissidents comme Nicolas Berdiaev et Alexandre Zinoviev.

## L'imprimerie post-soviétique

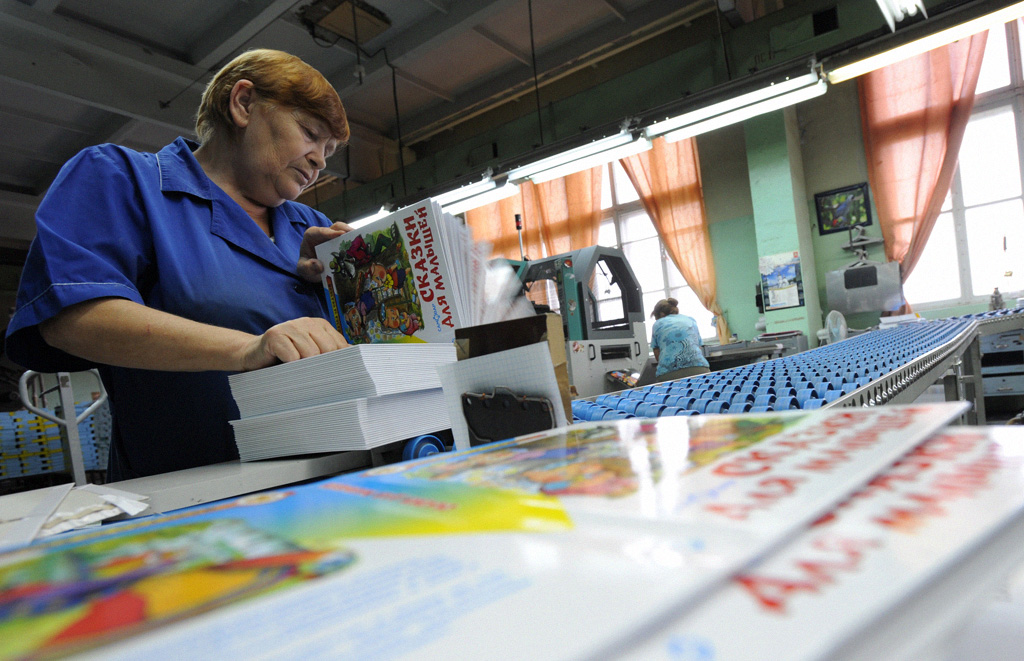
Imprimerie de livres pour enfants à Tver en 2009.

La privatisation du marché de l'édition commence en 1988 sous forme de coopératives. Les entreprises se multiplient après la dissolution de l'URSS en 1991 : 6 000 licences d'édition sont déclarées en 1993, 7 000 en 1995, près de 11 000 en 1998. Cependant, elles sont accordées que pour une durée de cinq ans et beaucoup d'entreprises n'ont qu'une activité éphémère, le temps de réaliser quelques profits et de se déclarer en faillite pour déjouer les créanciers et le fisc. Les éditions d'État, qui ont de gros frais de locaux et de personnel, ont du mal à subsister : quelques maisons scientifiques et médicales conservent un public, d'autres louent une partie de leurs locaux à des firmes privées. Les professionnels préfèrent se reconvertir dans le secteur privé, plus lucratif, où ils font jouer leurs relations parmi les auteurs et les foires du livre à l'étranger. Les traductions d'ouvrages étrangers, faites à la hâte, sont souvent bâclées et d'une typographie approximative. Le grand centre de distribution est le stade olympique de Moscou où les petits vendeurs viennent s'approvisionner : la location d'un stand dans le stade revient à mille dollars par jour, ce qui oblige à un écoulement rapide. Moscou et Saint-Pétersbourg concentrent 75% des titres et 80% des tirages à la fin des années 1990 : leurs publications n'atteignent que difficilement les provinces compte tenu des frais de transport, de la disparition des entreprises publiques de diffusion et du pouvoir d'achat généralement plus faible des provinciaux. 
Les tirages, qui étaient considérables à l'époque soviétique, connaissent une baisse rapide : 1 800 millions de volumes en 1988, 600 millions en 1992, 422 millions en 1996. Le nombre de titres reste élevé avec une diversification des fictions romanesques et l'apparition de nouveaux marchés comme l'ésotérisme et l'astrologie ; les éditions de qualité à reliure cartonnés, trop chères, se vendent mal tandis que s'impose le modèle occidental des livres populaires à couverture souple et titre en relief, en lettres dorées ou argentées. Les subventions publiques ne profitent plus guère qu'aux manuels scolaires et à certains ouvrages scientifiques. Les tirages se stabilisent à partir des années 2000 : 59 000 titres publiés dans les six premiers mois de 2013 pour un tirage total de 246 millions d'exemplaires, et le Salon du livre de Moscou attire 200 000 visiteurs en 2013. Le marché connaît cependant une baisse due à la pandémie de Covid-19 : 435,1 millions d'exemplaires vendus en 2019 contre 351,4 en 2020. La guerre en Ukraine, depuis février 2022, entraîne une nouvelle chute du pouvoir d'achat, une hausse du prix des matières premières et une difficulté croissante d'achat de titres à l'étranger : la production de livres est en baisse de 13% avec 26 000 titres disponibles au début de 2023.